# Porto Vecchio (Porto Ercole)
Il Porto Vecchio di Porto Ercole è il porto dell'omonima località del comune di Monte Argentario.

## Storia
Il porto è stato un approdo strategico fin dal Medioevo, prima per la famiglia Aldobrandeschi e poi per la Repubblica di Siena.
Dalla metà del Cinquecento in poi, con l'annessione di Porto Ercole allo Stato dei Presidi, i governanti spagnoli implementarono ulteriormente l'infrastruttura e fortificarono ulteriormente i punti di guardia situati sui promontori sovrastanti.

## Caratteristiche geografiche

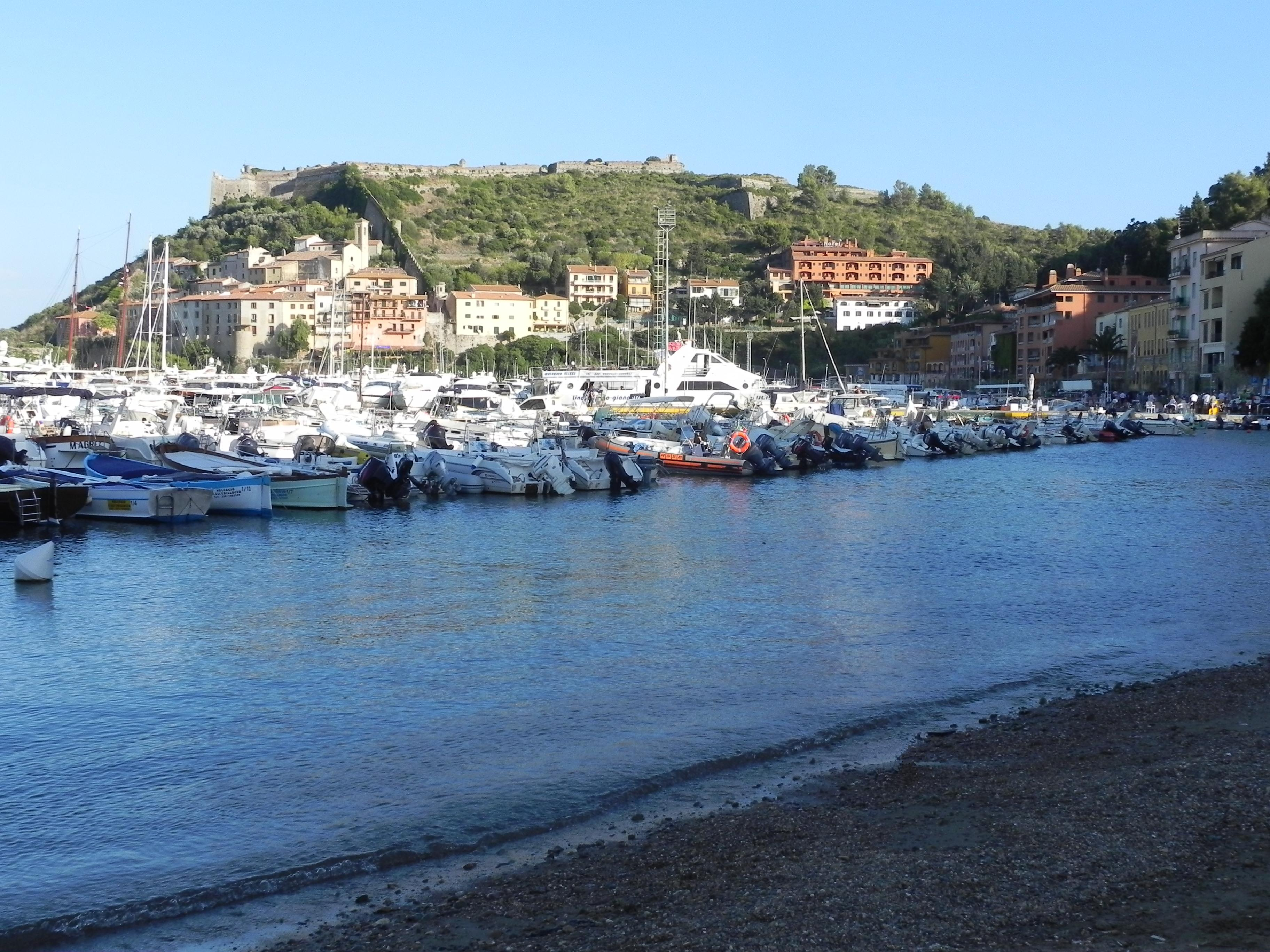
Il porto con la spiaggia interna

Il porto, situato sul Mar Tirreno, è compreso tra Punta dello Scoglione e il Molo di Santa Barbara, nel cuore della parte moderna di Porto Ercole. Si affaccia a est verso il mare, a nord è dominato da una coppia di promontori sulle cui sommità spiccano le fortificazioni di guardia del Forte Filippo e del Forte Santa Caterina, mentre a sud sulla cima di un altro promontorio spicca la mole della Rocca aldobrandesca, a protezione sia del porto che dell'intero abitato.

## Servizi
L'approdo, segnalato dal faro, è costituito da 3 moli, il Molo Sanità, il Molo e il Moletto delle Grotte, collegati a loro volta tra loro da una banchina dalla quale si distaccano numerosi pontili. Per i diportisti sono disponibili almeno 7 pontili. I fondali variano da 1 a 3 metri in banchina e da 1,5 a 7 metri nel bacino.
All'interno dell'infrastruttura si trovano lo scalo di alaggio, 2 gru (fissa e mobile), il distributore di carburante e il servizio di assistenza alle imbarcazioni.